# Leopoldo Brizuela

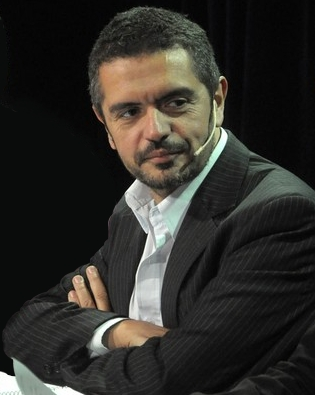
Leopoldo Brizuela (2010)

Leopoldo Brizuela (geboren 8. Juni 1963 in La Plata, Provinz Buenos Aires; gestorben 14. Mai 2019 in Buenos Aires) war ein argentinischer Schriftsteller.

## Leben
Brizuela begann ein literaturwissenschaftliches Studium an der Universidad de La Plata und musizierte zusammen mit der Folksängerin Leda Valladares. 1985 erhielt er für seinen ersten Roman den „Premio Fortabat de Novela“. Er war Poet in Residence beim „Banff Center for the Arts“ in Kanada und nahm in den USA an einem Kurs des International Writing Program der Universität von Iowa teil. Die „Fundación Gulbenkian de Lisboa“ gewährte ihm ein Stipendium für einen Portugalaufenthalt. 1999 wurde er mit dem argentinischen Literaturpreis Premio Clarin ausgezeichnet. 2012 erhielt er in Spanien den Alfaguara-Literaturpreis für den Roman Una misma noche.
Brizuela hat Werke von Henry James, Flannery O’Connor und Eudora Welty ins Spanische übersetzt.
Der Argentinier arbeitete lange von zuhause aus – wegen eines Krebsleidens, dem er später erlag.

## Schriften (Auswahl)
- Tejiendo agua, novela, Emecé, Buenos Aires, 1985
- Cantoras, reportajes a Gerónima Sequeida y Leda Valladares; Torres Agüero Editor, Buenos Aires, 1987
- Cantar la vida, conversaciones con las cantantes Mercedes Sosa, Aimé Paine, Teresa Parodi, Leda Valladares y Gerónima Sequeida; El Ateneo, Buenos Aires, 1992
- Fado, poemas, La Marca, Buenos Aires, 1995
- Inglaterra. Una fábula, novela, Alfaguara, 1999
  - Inglaterra, Aus dem argentinischen Spanisch von Christian Hansen, Berlin Verlag, Berlin 2004, ISBN 978-3-827-00078-1.
- El placer de la cautiva, nouvelle, 2001
- Los que llegamos más lejos, relatos, Alfaguara, Buenos Aires, 2002
- Lisboa. Un melodrama, novela, Alianza, 2010
  - Nacht über Lissabon, Aus dem Spanischen von Thomas Brovot, Insel Verlag, Berlin 2010, ISBN 978-3-458-17478-3.
- Una misma noche, novela, Alfaguara, 2012